# لادن مستوفی
لادن مستوفی (زاده ۲۰ اسفند ۱۳۵۱) بازیگر اهل ایران است. او کار خود را با فیلم روز واقعه (۱۳۷۳) آغاز کرد و با بازی در سریال دوران سرکشی (۱۳۸۰) و پس از آن مجموعه تلویزیونی پریا (۱۳۹۵) به شهرت رسید.

## زندگی‌نامه
لادن مستوفی زاده سال ۱۳۵۱ در شهرستان تنکابن است. وی تحصیلات دانشگاهی خود را نیمه‌تمام رها کرد و وارد عرصه بازیگری شد. او در ۲۲ سالگی در نخستین فیلم خود روز واقعه (سال ۱۳۷۳) بازی کرد و پس از بازی در سریال دوران سرکشی و همچنین مجموعه تلویزیونی پریا به شهرت رسید.
لادن مستوفی همسر شهرام اسدی کارگردان و فیلم‌نامه‌نویس و نیز خواهر لاله مستوفی منشی صحنه سینمای ایران است. مستوفی در بسیاری از فیلم‌هایی که اسدی کارگردانی آن را بر عهده داشته، بازی کرد که از جمله آنها می‌توان به فیلم روز واقعه و مجموعه تلویزیونی شیخ بهایی اشاره کرد.

## فیلم‌شناسی

### سینمایی
- بهشت تبهکاران (مسعود جعفری جوزانی، ۱۴۰۲)
- هفت بهار نارنج (فرشاد گل‌سفیدی، ۱۴۰۰)
- برف آخر (امیرحسین عسگری، ۱۴۰۰)[۳]
- فصل ماهی سفید (قربان نجفی، ۱۳۹۸)
- مرده خور (صادق صادق دقیقی، ۱۳۹۸)
- تصویرم در آیینه نیست (محمدرضا خاکی، ۱۳۹۷)
- چهل و هفت (احمد اطراقچی و علیرضا عطاالله تبریزی، ۱۳۹۷)
- یک دزدی عاشقانه (امیرشهاب رضویان، ۱۳۹۴)
- ماه بر فراز زیر آب (سیامک شایقی، ۱۳۹۴)
- گذر موقت (افشین هاشمی، ۱۳۹۴)
- وقتی برگشتم… (وحید موسائیان، ۱۳۹۴)
- چاقی (راما قویدل، ۱۳۹۳)
- گل‌چهره (وحید موسائیان، ۱۳۸۹)
- گلوگاه (محمدابراهیم معیری، ۱۳۸۹)
- آقا یوسف (علی رفیعی، ۱۳۸۹)
- چشم (جمیل رستمی، ۱۳۸۹)
- شب واقعه (شهرام اسدی، ۱۳۸۸)
- شیرین (عباس کیارستمی، ۱۳۸۷)
- برخورد خیلی نزدیک (اسماعیل میهن‌دوست، ۱۳۸۷)
- تیغ‌زن (علیرضا داوودنژاد، ۱۳۸۷)
- تسویه‌حساب (تهمینه میلانی، ۱۳۸۶)
- خواب زمستانی (سیامک شایقی، ۱۳۸۶)
- هر چی تو بخوای (محمد متوسلانی، ۱۳۸۵)
- باغ فردوس، پنج بعدازظهر (سیامک شایقی، ۱۳۸۴)
- شب بخیر فرمانده (انسیه شاه‌حسینی، ۱۳۸۴)
- غروب شد بیا (انسیه شاه‌حسینی، ۱۳۸۳)
- تارا و تب توت فرنگی (سعید سهیلی، ۱۳۸۲)
- وقت چیدن گردوها (ایرج امامی، ۱۳۸۲)
- به من نگاه کن (شهرام اسدی، ۱۳۸۲)
- دختری به نام تندر (حمیدرضا آشتیانی‌پور، ۱۳۷۹)
- طوفان (محمد بزرگ‌نیا، ۱۳۷۵)
- ماه و خورشید (محمدحسین حقیقی، ۱۳۷۴)
- روز واقعه (شهرام اسدی، ۱۳۷۳)

### شبکه پخش خانگی
- خواب زده (سیروس مقدم، ۱۳۹۸)
- نوبت لیلی (روح‌الله حجازی، ۱۴۰۱)
- بهشت تبهکاران (مسعود جعفری جوزانی، ۱۴۰۱)
- گناه فرشته (حامد عنقا، ۱۴۰۲)

### مجموعه‌های تلویزیونی
| مجموعه           | کارگردان                | سال تولید |
| ---------------- | ----------------------- | --------- |
| پریا             | حسین سهیلی‌زاده          | ۱۳۹۵      |
| جلال‌الدین        | شهرام اسدی، آرش معیریان | ۱۳۹۳      |
| شیخ بهایی        | شهرام اسدی              | ۱۳۸۶      |
| خانه‌ای در تاریکی | سعید سلطانی             | ۱۳۸۲      |
| سفر سبز          | محمدحسین لطیفی          | ۱۳۸۱      |
| دوران سرکشی      | کمال تبریزی             | ۱۳۸۰      |

### تئاتر
- نویسنده مُرده است (آرش عباسی، تئاترشهر - سالن سایه، ۱۳۹۱)
- خدای کشتار (علیرضا کوشک جلالی تئاترشهر - سالن اصلی، ۱۳۹۱)
- سقراط (حمیدرضا نعیمی، تالار وحدت، ۱۳۹۲)
- ادیپوس (امین اصلانی، سالن ایوان شمس، ۱۳۹۲)
- یک دقیقه و سیزده ثانیه (شهرام گیل آبادی، تماشاخانه ایرانشهر - سالن استاد سمندریان، ۱۳۹۷)
- دروغ (آریان رضائی، تماشاخانه ایرانشهر - سالن استاد ناظرزاده کرمانی، ۱۳۹۸)